# Bendfeld
Bendfeld est une commune allemande du Schleswig-Holstein, située dans l'arrondissement de Plön, à quatre kilomètres au sud-est de Schönberg (Holstein), près de la mer Baltique. Bendfeld fait partie de l'Amt Probstei qui regroupe 20 communes situées dans la région du même nom.